# Толмачёвские водопады
Толмачёвские водопады — каскад водопадов на реке Толмачёва в южной части Камчатского крае, в Усть-Большерецком районе.
Находится к западу от г. Петропавловска-Камчатского до которого 41 км по прямой, к западу от вулкана Горелого. После ввода в эксплуатацию Толмачёвского каскада ГЭС в 2000—2011 годах сток воды через водопады значительно сократился.
Малый водопад имел высоту около 4 м. Большой (средний) водопад, расположенный в 1,3 км ниже малого, имел высоту около 14 м. Примерно в 200 м ниже среднего водопада находился ещё один 4-метровый водопад. Строительство каскада малых ГЭС на реке Толмачёва существенно повлияло на гидрологический режим реки, объём стока реки по основному руслу в пределах расположения каскада сильно сократился. После ввода в промышленную эксплуатацию в 1999—2000 гг. ГЭС-1 и ГЭС-3 остался только один — средний (большой) водопад. После ввода ГЭС-2 в 2011 году он практически исчез.
Популярный туристический объект. Для посещения требуется пропуск — зона ГЭС и заказник «Толмачёвские водопады».
Растительность по берегам реки Толмачёва между водопадами в основном представлена зарослями ольхового стланика, участками типичного камчатского высокотравья, встречаются также сообщества с участием кедрового стланика, рябины бузинолистной, рододендрона золотистого.